# Sainte-Consorce-et-Marcy-les-Loups
Sainte-Consorce-et-Marcy-les-Loups est une ancienne commune du Rhône, la commune a existé jusqu'en 1872. En cette année, elle a été supprimée et les deux nouvelles communes de Sainte-Consorce et Marcy-l'Étoile ont été créées.